# Piso-See
Der Piso-See (in älteren Karten auch Fishermens Lake) ist nach der Lage ein Küstengewässer am Atlantik und gilt als der größte Süßwassersee in der westafrikanischen Republik Liberia. Er befindet sich im County Grand Cape Mount, nahe der Grenze zu Sierra Leone. Der See ist seit 2. Juli 2003 als erstes Ramsar-Gebiet des Landes, d. h. als Feuchtgebiet mit internationaler Bedeutung, ausgewiesen.

## Beschreibung
Der See hat eine Ausdehnung von 18 Kilometer in der Ost-West-Richtung und 12 Kilometer in der Nord-Süd-Richtung, die Wasserfläche ist vom Wechsel der Gezeiten abhängig und beträgt bei Niedrigwasser etwa 110.000 ha. Das meist sumpfige Seeufer wird von Schilfgürteln und dem Mangrovenwald gesäumt.
Den Hauptzufluss des Lake Piso stellt der Marfi River dar, der Johnny Creek ist ein zweiter bedeutender Zufluss am Ostufer. Die Westseite des Sees besitzt eine direkte Verbindung zum Meer, dieser Abfluss wird durch zahlreiche Sandbänke und Untiefen geprägt. Ein Teil dieser Sandbänke ist bereits dicht bewaldet und wird als Insel bezeichnet. Dieser westliche Teil des Sees wird am stärksten von den Gezeiten beeinflusst, der hier befindliche Mangrovenwald unterscheidet sich deutlich von den landeinwärts gelegenen Gebieten.
Ein aus Sanddünen und kleinen Seen bestehender, drei bis vier Kilometer breiter und kaum zehn Meter hoher Dünenstreifen trennt seit Jahrtausenden den Lake Piso im Süden vom offen Meer. In diesem jetzt bewaldeten Gelände befinden sich weitere, durch Verlandung vom Lake Piso abgetrennte Süßwasserseen: die größten dieser Seen sind Lake Mono, Lake Makasa, Lake Jaa, Lake Jukano und Lake Danu.
Eine weitere Besonderheit des Sees sind die extrem hohen Niederschlagsmengen, die im Jahresverlauf auf dem Gewässer niedergehen, die vom meteorologischen Dienst in Robertsport gemessenen Jahresmittelwerte betragen 5210 mm/m².

## Ökologie
Der Lake Piso gehört zu den fischreichsten Gewässern in Liberia, seit Jahrhunderten werden diese Bestände von der indigenen Bevölkerung zur Eigenversorgung und zum Handel genutzt.
Das Gebiet ist aber auch durch seine Artenvielfalt bemerkenswert und die Ausweisung als Naturreservat der UNESCO wurde beantragt.
BirdLife International listet den Piso-See und seine nähere Umgebung als eine von neun Important Bird Areas (IBAs) im Land (Stand Mai 2025). Damit zählt er auch zu den Key Biodiversity Areas (KBAs).